# Szabó Sámuel (helytörténész)
Szabó Sámuel (álneve: Igric; Brassó, 1908. március 28. – Brassó, 1993. szeptember 19.) erdélyi magyar helytörténeti író.

## Életútja
Középiskoláit szülővárosában, magyar és német gimnáziumokban, valamint a református kereskedelmi iskolában végezte (1926). 1939-ig magáncégeknél volt tisztviselő, a második világháború alatt Észak-Moldvában munkaszolgálatos. 1949–58 között Brassóban gyári adminisztrátor, 1958-tól nyugdíjazásáig a Könyvterjesztő Vállalatnál, ill. a Brassó Tartományi Szövetkezeti Központban hivatalfőnök.

## Munkássága
Első írása 1927-ben a Brassói Lapokban jelent meg, már tanuló korában Ifjúság címmel kőnyomatos újságot írt és szerkesztett. 1929-ben Balázs Ferenc meghívta a Kévekötés társszerkesztőjének, a lapot 1931–33 között Brassóban önállóan szerkesztette. 1935–37 között a Halász Gyula alapította Brassói Napló riportere, Igric álnéven pedig karcolatírója volt. 1941–42-ben a temesvári Déli Hírlap brassói tudósítója; szórványosan más lapoknak (a kolozsvári Magyar Újságnak, a nagyváradi Néplapnak és Magyar Lapoknak, a Székely Népnek, a Szabadkai Naplónak, a Kronstädter Zeitungnak) is dolgozott.
1968-ban a brassói Új Idő c. hetilapban más közleményei mellett A régi Brassó c. cikksorozata mutatta be a 20. század eleji várost. Megírta a volt brassói római katolikus főgimnázium, az itteni unitáriusok és zsidók történetét. 1972-ben társszerzője volt a Cărturari braşoveni c. bibliográfiai kiadványnak. A Brassói Lapok III. sorozatában 1970-ben közölte folytatásokban A brassói labdarúgás történetét, ugyanitt jelent meg cikksorozatban 1973-ban Brassó egykor címmel a 18. századi város képe.
1976-ban elindította a Brassói regék, mondák c. sorozatát, amelyből a kolozsvári rádió és a bukaresti televízió magyar adása is vett át szemelvényeket. Ugyancsak a Brassói Lapok közölte Elődök – kortársak c. sorozatában brassói magyar írók életrajzait. Állandó munkatársa volt a Keresztény Magvetőnek, brassói szerkesztője a Romániai magyar Irodalmi Lexikonnak; tagja a Brassói Petőfi Sándor Irodalmi Körnek, ahol gyakran tartott előadást városa múltjáról, nagyjairól.
A Brassói Füzetekben sorozatban közölte feledésre ítélt adatokban gazdag helytörténeti írásait: A brassói Római Katolikus Főgimnázium története 1837–1960 között (Brassói Füzetek, 1990); A brassói zsidóság története (uo. 1991/3); „Vár állott, most kőhalom”. A brassói reformátusokról (uo. 1992/4); A szabadkőművesekről (1993/5); A brassói unitáriusok (1994/6); Brassói emlékeztető. Társadalmi korrajz a két világháború közötti időből (uo. 1995/7).
Halála után hagyatéka részben a brassói unitárius egyházra maradt, részben a Magyar Tudományos Akadémia kézirattárába került.